# Regimul lui Nasser
Regimul lui Nasser reprezintă o nouă perioadă a Egiptului, dar și pentru întreaga lume arabă. O nouă formă de regim este instaurată – dictatura militară ia naștere în mai multe state din Orientul Mijlociu. Nasser nu s-a limitat la schimbările țării sale, dar a dorit să sporească rolul său și cel al Egiptului la nivel mondial. În consecință acesta participă ca lider al mișcării de non aliniere și la conferința de la Bandoeng în 1955. Rolul său este de asemenea important în cadrul lumii arabe. Promovând naționalismul arab se unește cu Siria pentru a forma Republica Arabă Unită în 1958. Această nouă construcție statală nu durează decât până în 1962, moment în care sirienii realizează că nu mai dețin puterea în propria lor țară și că au devenit marionete ale regimului sirian.

## Nașterea noului regim
Mai multe aspecte caracterizează regimul egiptean înainte de luarea puterii de către Nasser. În acest sens putem nota faptul că forțele sociale dominante sunt reprezentate de marii proprietari de terenuri agricole și elita militară. Aceste caracteristici vor da naștere unui regim diferit pe care îl putem numi pretorianismul radical. În această primă etapă armata joacă un rol progresist și modernizator. Ofițerii sunt favorabili reformelor sociale și economice, susțin integrarea națională și devin astfel partizanii schimbării. Chiar și înainte de cel de-al Doilea Război Mondial există discuții printre soldații Colegiului Militar în cea ce privește viitorul Egiptului și organizarea sa socială și politică. În anii 1940 se pot observa mai multe grupări naționaliste formate și reformate în instituțiile militare. Dar după 1945 toate societățile din Orientul Mijlociu sunt într-un proces de extindere a participării politice de la o clasă oligarhică la o clasă de mijloc. În acest sens militarii provin din clasa de mijloc și îndeplinesc funcțiile acestei clase de mijloc într-un mediu birocratic și profesional. În consecință în Orientul Mijlociu după cel de-al Doilea Război Mondial soldații au jucat un rol important. Militarii moderniști din clasa de mijloc au preluat puterea în Siria în 1949, în Egipt în 1952 și în Irak în 1958. “’În anii 50 are loc trecerea elitelor de la clasa înaltă și burgheză la aceea, încă și mai efemeră, care se naște din loviturile de stat militare”.
Odată ce militarii obțin puterea prin lovitura de stat are loc o relaxare temporară a sistemului politic. Dar grupurile care participă la lovitura de stat sunt unite doar prin dorința de a schimba regimul actual. Militarii încep să-i îndepărteze de la putere pe vechii parteneri, coaliția începând puțin câte puțin să se dezintegreze, militarii rămânând singurii deținători ai puterii. Ascensiunea socială se face în primul rând prin intermediul armatei și a școlilor militare, dar și prin intermediul partidelor moderne înființate de elita precedentă, ca de exemplu partidul Wafd.

## Luarea efectivă a puterii
În ceea ce privește liderul mișcării Ofițerilor Liberi, Gamal Abdel Nasser, trebuie notat faptul ca acesta a fost atras la început de partidul Wafd, dar a fost deziluzionat deoarece liderul acestui partid era o persoană coruptă. După aceea s-a îndreptat către Partidul Socialist. În perioada 1935-1936 acesta a participat la anumite demonstrații ale studenților împotriva sistemului britanic. În 1937 Nasser începe cursurile Academiei Militare și începe crearea unei mișcări clandestine printre tinerii ofițeri. În 1949 gruparea Ofițerilor Liberi este organizată oficial, “având o origine socială modestă Ofițerii Liberi sunt imediat percepuți ca fiind formați în cadrul organizației Fraților Musulmani și fiind buni naționaliști musulmani care vor ține țara lor departe de Uniunea Sovietică atee”.
În 1950 Nasser a fost ales președintele comitetului executiv al Ofițerilor Liberi. Aceștia au planificat o lovitură de stat în luna martie 1952, dar a fost ulterior mutat pe 22 iulie 1952. În această dată Nasser a preluat puterea cartierului general al armatei. Alte 16 unități au preluat controlul anumitor puncte importante ale orașului, ca de exemplu sediul guvernului sau al radioului. Un detașament al armatei a pornit de la Cairo la Suez pentru a împiedica orice intervenție britanică, deoarece s-a crezut că britanicii vor intervenii pentru a-l salva pe regele Farouk, după modelul adoptat pentru salvarea regelui Teufik în 1882. Dar britanicii au anunțat că nu doresc să intervină, deoarece consideră că este o problemă internă a Egiptului. De cealaltă parte regele Farouk, care era la Alexandria, credea că este doar o problemă de reformare a armatei care se va putea încheia printr-un compromis, fără a afecta guvernul. 
Pe 26 iulie 1952 trupele lui Mohammed Neguib au intrat în Palatul Regal din Alexandria și au cerut abdicarea regelui. Ambasadorul american a trimis un mesaj lui Neguib spunându-i “dacă guvernul american a fost pregătit să privească lovitura de stat ca pe o problemă internă a Egiptului, vrea o asigurarea că regele și familia acestuia pot să părăsească Egiptul cu onoare”. Ca urmare a acestei cereri regele și familia sa au fost exilați, dinastia lui Mehmet Ali ia sfârșit. 
Cele  optsprezece luni care au urmat loviturii de stat pot fi caracterizate ca o consolidare a puterii, în principal prin eliminarea grupurilor de opoziție : comuniștii, partidul Wafd și Frații Musulmani. De asemenea putem considera lovitura de stat a Ofițerilor Liberi ca o mișcare de reformă tipic militară. Ofițerii Liberi știau ceea ce voiau să distrugă din vechiul regim : monarhia, influența britanică și corupția clasei politice, dar nu s-au gândit la tehnicile necesare pentru a pune în practică viziunea lor asupra Egiptului.

## Organizarea puterii
În 1954 Nasser îl înlocuiește pe Neguib, acuzându-l că susține organizația Fraților Musulmani, și devine oficial președintele republicii egiptene, proclamată pe 18 iunie 1953.  Victoria lui Nasser împotriva lui Neguib a însemnat respingerea definitivă a instituțiilor parlamentare. La sfârșitul anului 1954 toate instituțiile create înainte de lovitura de stat au fost dizolvate. Doi ani mai târziu, pe 10 februarie 1956, o nouă constituție oferă posibilitatea creării unei adunări naționale aleasă prin vot popular. Dar puterea rămâne în mâinile lui Nasser, dar și în ale Comitetului Militar. 
Pentru a înlocui vidul instituțional liderii militari au încercat crearea a trei adunări naționale succesive. În ianuarie 1953 este creată Uniunea eliberării ca un mijloc de organizarea al puterii și pentru reconstruirea societății bazată pe noi valori. Nasser nu o consideră un partid politic. În realitatea ea are un rol eficace pentru armată deoarece grație acestei uniuni s-a putut mobiliza și organiza populația împotriva grupărilor politice. Totuși, numărul mare de membrii a făcut-o să-și piardă eficacitatea. 
În 1957 este creată Uniunea Națională, prin intermediul căreia regimul încearcă să organizeze populația pentru a-l susține. Dar ca și Uniunea Eliberării, și aceasta a atins câteva milioane de membrii și a devenit ineficientă. În 1962 este creată Uniunea Socialistă Arabă, care avea același rol, de a mobiliza și de a organiza populația. În scurt timp uniunea a numărat cinci milioane de membrii. Pentru ca organizația să poată rezista, Nasser a adăugat un grup de 4000 de membrii, grup care a funcționat ca un partid politic în cadrul Uniunii. Armata a încercat în primul rând crearea asociaților de mase pentru a putea organiza toți membrii. Ca urmare a eșecului acestor asociații a fost instaurat un partid de activiști cu un număr redus de membrii. Dar ”în loc să înceapă cu un grup existent și să încerce să-l organizeze și să-l instituționalizeze, conducătorii egipteni au început cu un grup inexistent – comunitatea națională – și au încercat să o organizeze”. În plus ei nu au creat nicio organizație pentru a schimba structura socială a noii elite conducătoare. Cea mai mare greșeală a fost aceea ca în loc să construiască din centru către exterior, militarii au încercat organizarea întregii societăți construind de la periferie către interior. 
În ceea ce privește partidele politice Nasser consideră că acestea ”sunt elemente de separare, că ele reprezintă modele străine, instrumente ale imperialismului care caută să ne separe unii de alții și să creeze diferențe între noi”. Nasser neagă relevanța partidelor în modernitatea politică și privește partidele ca pe un obstacol împotriva voinței poporului. Totuși un stat fără partide este ca un stat fără mijloace instituționale care să poată genera o schimbare susținută. 
Totuși, Nasser are mai mult succes în promovarea schimbărilor socio-economice, decât în organizarea participării noilor grupări în sistemul politic. Prima lege a noului regim, în septembrie 1952, a fost reforma agrară care limita terenurile agricole ale marilor proprietari funciari și care oferea mai multe terenuri țăranilor. Această reforma a fost creată pentru a produce schimbări sociale fundamentale în mediul rural și pentru a fi un suport pentru a învinge vechea clasă conducătoare. 

## Poziția Egiptului pe plan extern
După instaurarea la putere Nasser a fost privit ca fiind pro-american. În consecință Statele Unite au dorit să aducă Egiptul într-o alianță contra Uniunii Sovietice. Refuzul lui Nasser a făcut ca americanii să creeze pactul de la Bagdad cu Irakul, Iordania, Turcia, Pakistanul. În plus Nasser a început să devină tot mai ostil politicii americane deoarece credea că Statele Unite nu vor decât să intervină  în politica internă a statelor arabe pentru a dobândi mai multă influență în această zonă. Începând cu 1955 proclamă politica de nealiniere față de Statele Unite și de Uniunea Sovietică. Nasser începe să creadă din ce în ce mai mult în rolul important al Egiptului, nu doar în cadrul lumii arabe, dar și la nivel mondial. La conferința de la Bandoeng din aprilie 1955, ”Nasser realizează că este alături de Tito și Nehru, o vedetă pentru statele lumii a treia. Noii săi prieteni îl încurajează să nu-i fie teamă de a ridica vocea în discuțiile sale cu Occidentul”.
Rolul lui Nasser este de asemenea important în cadrul lumii arabe. El își creează ideile sale naționaliste bazate pe gândirea lui Sati și Hosari ”adevărata legătură care unește societățile arabe de la Atlantic la Golful Persic, este unitatea limbii și a civilizației, în ciuda existenței numeroaselor dialecte, dar este de asemenea dorința individuală de a face parte dintr-o comunitate a destinului. Este renașterea culturii și mai ales dezvoltarea societății cele care vor asigura dezvoltarea unității între societățile arabe”. Unul dintre visurile egiptene este acela de a crea un mare stat arab care să permită arabilor de a ocupa din nou un loc important pe plan mondial. După două decenii ale regimului naserian, acesta va dispărea prin moartea creatorului său în 1970. Impunerea regimului militar în Egipt a fost favorizată de factori interni, dar și externi. Putem enumera printre factorii interni nașterea unei noi clase burgheze care cucerește puterea și care va adopta ideea naționalistă pentru a se adapta la sentimentele de frustrare socială anticolonialistă a maselor populare. Un alt motiv pentru accederea la putere a militarilor este umilirea în fața statului Israel, ca urmare a înfrângerii din 1948. Un regim corup și pro-britanic nu ar fi putut face față unei țări care a construit toată politica sa externă pe baza puterii militare defensive.

## Vezi și
- Gamal Abdel Nasser
- Muhammad Naguib